# Smodicum pacificum
Smodicum pacificum är en skalbaggsart som beskrevs av Linsley 1934. Smodicum pacificum ingår i släktet Smodicum och familjen långhorningar. Inga underarter finns listade i Catalogue of Life.